# 滨田千穗
滨田千穗（日语：／ Hamada Chiho，1992年11月17日—），日本女子摔跤运动员。她曾代表日本参加乌兹别克斯坦塔什干举行的2014年世界摔跤锦标赛，获得女子自由式55公斤级金牌。